# Municipio de Castillo de Teayo
El municipio de Castillo de Teayo es uno de los 212 municipios que integran el estado mexicano de Veracruz de Ignacio de la Llave. Está conformado por 62 localidades y su cabecera municipal es Castillo de Teayo. El Censo de Población y Vivienda 2010 del Instituto Nacional de Estadística y Geografía (INEGI) registró una población total en el municipio de 18 663 habitantes. Dentro del municipio se encuentra el yacimiento arqueológico de Castillo de Teayo.

## Generalidades
Teayo proviene del náhuatl Te-ayo-k, «Tortuga sobre piedra». Su nombre proviene del yacimiento arqueológico del mismo nombre ubicado en el municipio. Se estableció por medio del decreto 53 del 14 de diciembre de 1877: «Se erige en municipalidad del cantón de [Tuxpan], bajo el nombre de Castillo de Teayo a las congregaciones de Castillo de Teayo, Teayo y sus rancherías». Se localiza entre los paralelos 20°38′ y 20°50′ latitud norte, los meridianos 97°34′ y 97°46′ longitud oeste y a una altitud que varía entre los 60 y los 400 metros. Limita al norte y al oeste con el municipio de Francisco Z. Mena del estado de Puebla y el municipio de Álamo Temapache, al sur con Puebla y Tihuatlán y al este con Tihuatlán y Álamo Temapache.
Por otra parte, de acuerdo con el INEGI, el clima predominante es el «cálido subhúmedo con lluvias en verano». El municipio tiene un rango de temperaturas que va de los 24 a los 30 °C y uno de precipitación de 1200 a 1500 mm. Por otra parte, ocupa un total de 272 kilómetros cuadrados, lo que representa el 0.38 % del total estatal. Se encuentra aproximadamente a 160 kilómetros por carretera de la capital del Estado.

## Municipalidad
Según la Ley Orgánica del Municipio Libre de Veracruz, los municipios cuentan con «personalidad jurídica y patrimonio propios, [y] será gobernado por un Ayuntamiento». Para la elección de diputados al Congreso de Veracruz, el municipio se ubica dentro del distrito electoral IV, cuya cabecera es la ciudad de Álamo. Asimismo, para la elección de diputados al Congreso de la Unión, Castillo de Teayo se encuentra integrado en el distrito electoral V de Veracruz. El municipio está conformado por un total de 62 localidades, una urbana y 61 rurales.

### Demografía
De acuerdo con los datos del Censo de Población y Vivienda 2010 del INEGI, Castillo de Teayo tenía un total de 18 663 habitantes. Por sus 272 kilómetros cuadrados de superficie, el municipio tenía en ese año una densidad de población de 68.6 habitantes por kilómetro cuadrado. Del total de población, 9334 eran hombres —50.01 %— y 9329 mujeres —49.99 %—. Respecto a grupos de edad, 5205 pertenecían a la población de 0 a 14 años, 11 574 a la de 15 a 64 años y 1797 a la de 65 años y más.
La población del municipio representaba el 0.24 % del total de Veracruz. y de las 62 localidades, una mayoría (39) tenía entre uno y 249 habitantes; 14 contaban con entre 250 y 499, cinco con entre 500 y 999, tres con entre 1000 y 2499 y solo una con entre 2500 y 4999. La cabecera municipal tenía 4297 habitantes, por lo que el resto de las localidades albergaban 14 366 personas. Junto a Castillo de Teayo, las localidades más habitadas eran: Mequetla (1507 habitantes), Teayo (1349 habitantes), La Guadalupe (1246 habitantes) y El Xúchitl (989 habitantes).
| Evolución de la población del municipio de Castillo de Teayo (1995-2030) |
| |
| Población según los Censos Generales y Conteos de Población y Vivienda Proyecciones de la población de los municipios (2010-2030) Fuente: Instituto Nacional de Estadística y Geografía y Comisión Nacional de Vivienda. |